# Кампан
Кампан (фр. Campan) је насељено место у Француској у региону Миди Пирене, у департману Горњи Пиринеји.
По подацима из 2011. године у општини је живело 1418 становника, а густина насељености је износила 14,87 становника/km².

## Демографија
| 1962. | 1968. | 1975. | 1982. | 1990. | 2011. |
| ----- | ----- | ----- | ----- | ----- | ----- |
| 1.458 | 1.546 | 1.481 | 1.458 | 1.390 | 1.418 |